# Покушение на Александра II 25 мая 1867 года
Покушение на Александра II 25 мая 1867 года — второе покушение на императора Александра II, произошедшее в Париже 25 мая по старому стилю 1867 года.

## Предыстория
В 1863 году в Польше вспыхнуло восстание, которое было в течение чуть более года подавлено русским правительством при содействии Берлинского правительства.
В мае 1867 года Александр II прибыл во Францию на Всемирную выставку. Тогда деятель польского освободительного движения, Антон Березовский, решил убить Александра в знак мести за подавление польского восстания. Как позже он признавал, окончательное решение убить русского царя он принял 1 июня, когда наблюдал за встречей русского царя. Спустя 4 дня он купил двуствольный пистолет и 6 июня, позавтракав, отправился искать встречи с царём.

## Покушение
Около 5 часов пополудни император Александр выехал с ипподрома Лоншан (фр. Longchamp), в котором проходил военный смотр. Вместе с царем в экипаже находились два его сына, Владимир Александрович и Александр Александрович, то есть будущий император Александр III, а также император Франции Наполеон III. Во время выезда с ипподрома Березовский приблизился к экипажу и выстрелил в русского царя. Но смерти царя удалось избежать, так как офицер охраны Александра проявил бдительность и успел оттолкнуть руку террориста. В результате пули попали в лошадь. Из-за слишком сильного заряда пистолет Березовского разорвался и стрелявшего удалось схватить.

## Последствия
После ареста Березовский заявил:
Я сознаюсь, что выстрелил сегодня в императора во время его возвращения со смотра, две недели тому назад у меня родилась мысль цареубийства, впрочем, вернее, я питал эту мысль с тех пор, как начал себя сознавать, имея в виду освобождение родины
Суд над террористом состоялся 15 июня. Березовский заявил, что у него не было сообщников. Он также выразил сожаление, «что все это произошло в дружественной нам Франции». Прокурор утверждал, что Березовский не имел личных мотивов жаловаться на российское правительство, и потому «для него нет оправданий, если только политические страсти не послужат ему в уменьшение вины». Адвокат возражал и настаивал на том, что «Березовский мстил за свою порабощенную родину и семью, сосланную после восстания, и ссылался на добрые качества Березовского, подтвержденные свидетелями». Несмотря на то, что симпатии были на стороне защиты, суд постановил отправить Березовского в Новую Каледонию на пожизненную каторгу. Спустя 40 лет после покушения, в 1906 году, Березовского амнистировали, но он так и остался жить в Новой Каледонии до своей смерти.